# Franziska Becker
Franziska Becker, född den 10 juli 1949 i Mannheim, är en tysk tecknare och serieskapare.
Becker skapar sedan 1980-talet serier och satiriska skämtteckningar, ofta med feministisk inriktning. Hon har gett ut bl.a. "Feministischer Alltag", "Männer", "Weiber" och "Feminax und Walkürax", en feministisk parodi på "Asterix".
1988 fick hon utmärkelsen Max-und-Moritz-Preis som bästa serietecknare.

## Svensk utgivning
- "Karlar" (original "Männer"), Forum förlag, 1987. ISBN 91-37-09259-6
- "Feminax och Valkyrax" (original "Feminax und Walkürax"), Epix Förlag, Parodiserien 10, 1993. ISBN 917089-360-8